# Jovana Dordevic
Jovana Dordevic (* 14. Mai 2006 in Belgrad) ist eine serbisch-deutsche Volleyballspielerin.

## Karriere
Dordevic begann ihre Karriere 2013 bei OK As Belgrad. 2017 kam sie mit ihrer Familie nach Deutschland und spielte für den VBC Büdingen. In dieser Zeit wurde sie auch in die Jugend-Nationalmannschaft berufen. Von 2021 bis 2023 spielte die Außenangreiferin mit der zweiten Mannschaft des VC Olympia Berlin zunächst in der Regionalliga Nordost und dann in der Dritten Liga Nord. 2023 wechselte sie zum Berlin Brandenburger Sportclub. Mit dem Verein war sie 2023/24 in der Zweiten Liga Nord und 2024/25 nach dem Aufstieg in der Zweiten Bundesliga Pro aktiv. 2025 wurde Dordevic vom Erstligisten SC Potsdam verpflichtet.